# Quilombo Nossa Senhora das Graças
Nossa Senhora das Graças é uma comunidade remanescente de quilombo, população tradicional brasileira, localizada na região de várzea do município brasileiro de Óbidos, no Pará; que só pode ser acessada via rio Amazonas. A comunidade de Nossa Senhora das Graças é formada por uma população de 48 famílias, distribuídas em uma área de 576,6 hectares. O território foi certificado como remanescente de quilombo (reminiscências históricas de antigos quilombos) em 2016, pela Fundação Cultural Palmares.
Esta comunidade teve o Relatório Técnico de Identificação e Delimitação publicado em 2015(etapa da regularização fundiária), mas ainda está com a situação fundiária em análise (não titulada) no INCRA.

## História
A história da comunidade quilombola Nossa Senhora das Graças remonta a 1880, com Martinha Pinheiro de Azevedo. Martinha era filha de escravizados de uma fazenda de cacau localizada na cidade de Óbidos. Ela comprou sua liberdade e acabou por assentar-se no local, iniciando a comunidade. Martinha casou-se com Inácio Caetano de Azevedo, com quem teve cinco filhos. Outras famílias vieram a morar no local: como os Ferreira, os Martins, os Ribeiro, os Siqueira, os Viana, e os Vieira.
Martinha, matriarca e fundadora da comunidade, tem parentesco com 31 das 50 famílias atuais, pois a maioria dos casamentos ocorrem internamente à própria comunidade. Raimunda Martins é uma das moradoras mais antigas, filha de Manuel Martins de Siqueira. A família Viana surgiu do casamento de Osvaldina Bentes de Azevedo e Dilorival Viana (vindo da comunidade Santa Terezinha). Em 1961, José da Silva Ribeiro e Nazaré Siqueira Ribeiro se uniram à comunidade e tiveram onze filhos.

## Tombamento
O tombamento de quilombos é previsto pela Constituição Brasileira de 1988, bastando a certificação pela Fundação Cultural Palmares:
Art. 216. Constituem patrimônio cultural brasileiro os bens de natureza material e imaterial, tomados individualmente ou em conjunto, portadores de referência à identidade, à ação, à memória dos diferentes grupos formadores da sociedade brasileira [...]
§ 5º Ficam tombados todos os documentos e os sítios detentores de reminiscências históricas dos antigos quilombos.
Portanto, a comunidade quilombola de Nossa Senhora das Graças é um patrimônio cultural brasileiro, tendo em vista que recebeu a certificação de ser uma "reminiscência histórica de antigo quilombo" da Fundação Cultural Palmares no ano de 2016.

## Situação territorial
A falta do título da terra (regularização fundiária) cria para as comunidades quilombolas uma dificuldade de desenvolver a agricultura, além dos conflitos com os fazendeiros de suas regiões e a impossibilidade de solicitar políticas sociais e urbanas para melhorias de condições de vida, como infraestrutura urbana de redes de energia, água e esgoto.

Povos Tradicionais ou Comunidades Tradicionais são grupos que possuem uma cultura diferenciada da cultura predominante local, que mantêm um modo de vida intimamente ligado ao meio ambiente natural em que vivem. Através de formas próprias: de organização social, do uso do território e dos recursos naturais (com relação de subsistência), sua reprodução sócio-cultural-religiosa utiliza conhecimentos transmitidos oralmente e na prática cotidiana.